# Samantha Paxinos
Samantha Paxinos (25 febbraio 1988) è un'ex nuotatrice botswana, specializzata nello stile libero.

## Biografia
Rappresentò il Botswana ai Giochi olimpici estivi di Pechino 2008, dove ottenne il 70º tempo nelle batterie dei 50 m stile libero e fu eliminato. Fu alfiere del suo Paese durante la cerimonia d'apertura delle Olimpiadi e fu uno dei primi nuotatori del Botswana, insieme a John Kamyuka, a partecipare alla rassegna a cinque cerchi.